# Impedenza
L'impedenza, in elettrotecnica e elettrologia, è una grandezza fisica che rappresenta la resistenza di opposizione al passaggio della corrente elettrica alternata o corrente variabile, in un circuito. Comunemente l'impedenza è indicata con {\displaystyle Z} e la sua unità di misura è l'ohm (Ω), proprio come per la resistenza elettrica in un circuito a corrente continua, tuttavia l'impedenza varia in base alla frequenza.
È esprimibile come numero complesso, ed è data dal rapporto tra i fasori di tensione e intensità della corrente. Se i fasori sono definiti su bipoli diversi (o su porte diverse di un n-porta) viene solitamente chiamata transimpedenza.

## Definizione
Il concetto di impedenza generalizza la legge di Ohm estendendola ai circuiti funzionanti in regime sinusoidale (comunemente detta corrente alternata): in regime di corrente continua rappresenta infatti la resistenza elettrica.
Essa tiene conto dei fenomeni di consumo di energia elettrica e dei fenomeni di accumulo di energia elettromagnetica. L'impedenza è descritta matematicamente da un numero complesso, la cui parte reale rappresenta il fenomeno dissipativo e corrisponde alla resistenza elettrica, R, nella schematizzazione con elementi in serie; la parte immaginaria, detta reattanza, X, è associata ai fenomeni energetici di accumulo.
Indicando con V e I i numeri complessi che rappresentano i fasori di tensione e corrente, l'impedenza è esprimibile come:
{\displaystyle {\frac {\bar {V}}{\bar {I}}}={\bar {Z}}=R+jX}
dove con j si è indicata l'unità immaginaria. Il modulo dell'impedenza corrisponde alla radice quadrata della somma del quadrato della resistenza e del quadrato della reattanza:
{\displaystyle |{\bar {Z}}|=Z={\sqrt {R^{2}+X^{2}}}}
Il suo argomento è:
{\displaystyle \theta =\arctan \left({\frac {X}{R}}\right)}
In notazione polare, o esponenziale, l'impedenza si rappresenta come:
{\displaystyle {\bar {Z}}=Ze^{j\theta }}
Il reciproco dell'impedenza è detto ammettenza:
{\displaystyle {\bar {Y}}={\frac {1}{\bar {Z}}}}.
Esistono circuiti non passivi in grado di cambiare segno sia alla parte reale sia alla parte immaginaria di una qualsiasi impedenza passiva. Questi componenti (che possono essere schematizzati come doppi bipoli) sono comunemente detti NIC (da negative impedance converter).

## Impedenza per componente

### Impedenza di un resistore
L'impedenza di un resistore non dipende dalla frequenza e il fasore ha parte immaginaria nulla. Si può direttamente esprimere il valore della sua resistenza senza alcuna variazione.
{\displaystyle {\bar {Z}}_{R}=R+j0}

### Impedenza di un condensatore
L'impedenza di un condensatore è puramente immaginaria e inversamente proporzionale al valore della frequenza.
{\displaystyle {\bar {Z}}_{C}=0-j{\frac {1}{\omega C}}}

### Impedenza di un induttore
L'impedenza di un induttore è puramente immaginaria e direttamente proporzionale al valore della frequenza.
{\displaystyle {\bar {Z}}_{L}=0+j\omega L}

### Formula generale dell'impedenza
L'impedenza che comprende tutte le parti, sia reali che immaginarie, vale:
{\displaystyle {\bar {Z}}=R+j\omega L-j{\frac {1}{\omega C}}}
e quindi:
{\displaystyle {\bar {Z}}=R+j(\omega L-{\frac {1}{\omega C}})}

## Impedenza in serie e parallelo

Impedenze in serie

Se poniamo N impedenze in serie abbiamo:

Impedenze in parallelo

{\displaystyle {\bar {Z}}_{s}=\sum _{i=1}^{N}{\bar {Z}}_{i}}
In parallelo:
{\displaystyle {\frac {1}{{\bar {Z}}_{p}}}=\sum _{i=1}^{N}{\frac {1}{{\bar {Z}}_{i}}}}

## Impedenza caratteristica del vuoto
L'impedenza caratteristica del vuoto, {\displaystyle Z_{0}} è una costante universale definita come:
{\displaystyle Z_{0}={\sqrt {\mu _{0} \over \varepsilon _{0}}}}
dove
- {\displaystyle \mu _{0}} è la permeabilità magnetica del vuoto
- {\displaystyle \varepsilon _{0}} è la permittività elettrica del vuoto

Nelle unità del Sistema Internazionale si ha: {\displaystyle Z_{0}=376{,}730313461\,\Omega }
La propagazione di un'onda elettromagnetica nel vuoto avviene con impedenza pari a questa costante.